# Myrmecoptinus similis
Myrmecoptinus similis là một loài bọ cánh cứng trong họ Ptinidae. Loài này được Borowski miêu tả khoa học năm 1997.